# Серизол
Серизол (фр. Cérizols) насеље је и општина у јужној Француској у региону Миди Пирене, у департману Арјеж која припада префектури Сен Жирон.
По подацима из 2011. године у општини је живело 155 становника, а густина насељености је износила 10,81 становника/km². Општина се простире на површини од 14,34 km². Налази се на средњој надморској висини од 360 метара (максималној 587 m, а минималној 309 m).

## Демографија
| 1962. | 1968. | 1975. | 1982. | 1990. | 1999. | 2011. |
| ----- | ----- | ----- | ----- | ----- | ----- | ----- |
| 174   | 190   | 175   | 156   | 145   | 138   | 155   |

График промене броја становника у току последњих година